# Zmarli w roku 1965
Lista osób zmarłych w 1965:

## styczeń 1965
- 4 stycznia – Thomas Stearns Eliot, poeta, dramaturg i eseista angielski amerykańskiego pochodzenia (ur. 1888)
- 24 stycznia – Winston Churchill, polityk, premier brytyjski (ur. 1874)
- 30 stycznia – Colby Slater, amerykański sportowiec, medalista olimpijski (ur. 1896)

## luty 1965
- 1 lutego – Einar Berntsen, norweski żeglarz, medalista olimpijski (ur. 1891)
- 7 lutego – Władysław Jarocki, polski malarz (ur. 1879)
- 13 lutego – Aleksander Polus, polski bokser (ur. 1914)
- 15 lutego:
  - Rafał Malczewski, polski malarz, publicysta i taternik (ur. 1892)
  - Nat King Cole, amerykański aktor (ur. 1919)
- 17 lutego – Tadeusz Lehr-Spławiński, polski językoznawca (ur. 1891)
- 20 lutego – Michał Waszyński, polski reżyser filmowy, montażysta i scenarzysta (ur. 1904)
- 23 lutego – Stan Laurel, amerykański aktor i komik (ur. 1890)

## marzec 1965
- 8 marca – Tadd Dameron, amerykański pianista, aranżer i kompozytor jazzowy (ur. 1917)
- 16 marca – Justyn Wojsznis, polski taternik i alpinista, redaktor i publicysta (ur. 1909)
- 30 marca – Maarten de Wit, holenderski żeglarz, medalista olimpijski (ur. 1883)
- 31 marca – Hugo Henry Riemer, amerykański działacz religijny, członek Ciała Kierowniczego Świadków Jehowy (ur. 1879)

## kwiecień 1965
- 16 kwietnia – Wilhelm Banse, niemiecki polityk (ur. 1911)
- 21 kwietnia – Edward Victor Appleton, angielski fizyk, laureat Nagrody Nobla (ur. 1892)
- 28 kwietnia – Aleksander Rombowski, polski pedagog, filolog i historyk (ur. 1899)

## maj 1965
- 14 maja – Otokar Chlup, czeski pedagog (ur. 1875)
- 16 maja – Knud Degn, duński żeglarz, medalista olimpijski (ur. 1880)
- 19 maja – Maria Dąbrowska, polska pisarka (ur. 1889)

## czerwiec 1965
- 11 czerwca – Jan Gawlas, polski kompozytor, pedagog i organista (ur. 1901)
- 13 czerwca – Martin Buber, austriacki filozof i religioznawca pochodzenia żydowskiego (ur. 1878)
- 17 czerwca – Thor Ørvig, norweski żeglarz, medalista olimpijski (ur. 1891)
- 26 czerwca – André Firmenich, szwajcarski żeglarz, olimpijczyk (ur. 1905)

## lipiec 1965
- 2 lipca – Wilhelm Mach, polski prozaik, eseista i krytyk literacki, poeta (ur. 1916)
- 5 lipca – Ñāṇavīra Thera, właśc. Harold Edward Musson, brytyjski mnich buddyjski (ur. 1920)
- 8 lipca – Marian Dederko, polski artysta fotografik (ur. 1880)
- 14 lipca – Adlai Ewing Stevenson II, amerykański polityk i dyplomata (ur. 1900)
- 20 lipca – Jan Czekanowski, polski antropolog, etnograf, statystyk i językoznawca (ur. 1882)
- 23 lipca – Wacław Szczeblewski, polski malarz, pedagog (ur. 1888)
- 28 lipca – Ranpo Edogawa (jap. 平井太郎), japoński pisarz i krytyk (ur. 1894)

## sierpień 1965
- 12 sierpnia – Wanda Gentil-Tippenhauer, polska malarka, miłośniczka Tatr i narciarstwa (ur. 1899)
- 18 sierpnia – Jerzy Harald, polski kompozytor, pianista, skrzypek, autor muzyki filmowej i teatralnej (ur. 1916)
- 19 sierpnia – Félix Lasserre, francuski rugbysta, medalista olimpijski (ur. 1895)
- 25 sierpnia – Jerzy Golcz, polski inżynier elektryk, taternik i alpinista (ur. 1904)
- 26 sierpnia – Maria Beltrame Quattrocchi, włoska działaczka katolicka, błogosławiona, jako pierwsza w historii wyniesiona na ołtarze wspólnie z małżonkiem (ur. 1884)
- 27 sierpnia – Le Corbusier, architekt francuski (ur. 1887)
- 29 sierpnia – Edmond Ryan, nowozelandzki rugbysta (ur. 1891)

## wrzesień 1965
- 2 września – Johannes Bobrowski, niemiecki pisarz (ur. 1917)
- 4 września – Albert Schweitzer, niemiecki myśliciel, teolog protestancki, muzyk, lekarz, misjonarz i filozof (ur. 1875)
- 5 września – Bohdan Pniewski, polski architekt (ur. 1897)
- 6 września – Stanisław Głąbiński, polski duchowny katolicki (ur. 1892)
- 8 września:
  - Dorothy Dandridge, amerykańska aktorka (ur. 1922)
  - Hermann Staudinger, niemiecki chemik (ur. 1881)
- 10 września – Grigorij Rimski-Korsakow, rosyjski kompozytor, teoretyk muzyki i akustyk (ur. 1901)

## październik 1965
- 2 października – Oskar Lange, polski ekonomista (ur. 1904)
- 11 października – Dorothea Lange, amerykańska fotografka (ur. 1895)
- 12 października – Paul Müller, szwajcarski chemik, laureat Nagrody Nobla (ur. 1899)

## listopad 1965
- 2 listopada – Franciszek Olejniczak, polski ksiądz i społecznik (ur. 1887)
- 6 listopada – Clarence Williams, amerykański muzyk jazzowy, pianista, kompozytor, wokalista (ur. 1898)
- 14 listopada – Otto Ernst Schweizer, niemiecki urbanista i architekt modernizmu (ur. 1890)
- 17 listopada – Jan Jerzy Karpiński, polski przyrodnik, entomolog, pisarz, fotografik, pedagog (ur. 1896)
- 18 listopada – Frank Wilcoxon, amerykański statystyk i chemik (ur. 1892)
- 21 listopada – Stanisław Strugarek, polski redaktor radiowy (ur. 1911)
- 26 listopada – Giovanni DeCecca, działacz religijny, członek zarządu Towarzystwa StrażnicaŚwiadków Jehowy (ur. 1879)
- 29 listopada – Władysław Łubieński, polski oficer, kawaler Orderu Virtuti Militari (ur. 1898)

## grudzień 1965
- 10 grudnia – Michał Grażyński, polski działacz wojskowy, społeczny i polityczny, w latach 1926–1939 wojewoda śląski (ur. 1890)
- 12 grudnia – Jan Sehn, polski prawnik, sędzia, przewodniczący Okręgowej Komisji Badania Zbrodni Hitlerowskich w Krakowie (ur. 1909)
- 16 grudnia:
  - William Somerset Maugham, pisarz i dramaturg angielski (ur. 1874)
  - Tito Schipa, włoski tenor (ur. 1888)
  - Salote Tupou III, królowa Tonga (ur. 1900)
- data dzienna nieznana: 
  - Donatien Bouché, francuski żeglarz, medalista olimpijski (ur. 1882)
  - Adolf Bautze, organista, dyrygent orkiestr i chórów, propagandysta (ur. 1897)